# Gerard Bergie
Gerard Paul Bergie (ur. 4 stycznia 1959 w Hamilton) – kanadyjski duchowny katolicki, biskup Saint Catharines od 2010.

## Życiorys

### Prezbiterat
Święcenia kapłańskie przyjął 12 maja 1984 i został inkardynowany do diecezji Hamilton. Po pięciu latach pracy w charakterze wikariusza wyjechał do Rzymu na studia licencjackie z prawa kanonicznego. Po uzyskaniu w 1991 tytułu powrócił do kraju i podjął pracę w sądzie biskupim. W latach 1993–2000 oraz w 2005 był kanclerzem kurii, zaś w latach 2000-2005 był proboszczem jednej z hamiltońskich parafii.

### Episkopat
11 lipca 2005 został mianowany biskupem pomocniczym diecezji Hamilton oraz biskupem tytularnym Tabae. Sakry biskupiej udzielił mu biskup Anthony Frederick Tonnos.
14 września 2010 został mianowany przez Benedykta XVI ordynariuszem diecezji Saint Catharines, zaś 9 listopada 2010 kanonicznie objął w niej rządy.